# Son grand numéro
Albums de Mireille Mathieu
Les Plus Grands Succès, volume 3 : 1976-1985
(1988) Amoureusement vôtre
(2002)
Son grand numéro est une compilation de la chanteuse française Mireille Mathieu sortie en 1998 chez Emi Music en France. La compilation est sortie en édition simple contenant 20 chansons et en édition double 2CD contenant 40 chansons.

## Édition simple

### Chansons de la compilation
| No  | Titre                              | Auteur                                             | Durée |
| --- | ---------------------------------- | -------------------------------------------------- | ----- |
| 1.  | Mon credo                          | André Pascal, Paul Mauriat                         | 2:50  |
| 2.  | Un homme, une femme                | Pierre Barouh, Francis Lai                         | 2:55  |
| 3.  | Une femme amoureuse                | R. Gibb, Barry Gibb, Eddy Marnay                   | 4:09  |
| 4.  | Mille colombes                     | Eddy Marnay, Christian Bruhn                       | 3:50  |
| 5.  | Santa Maria de la Mer              | Eddy Marnay, Christian Bruhn                       | 3:37  |
| 6.  | Toi et moi                         | M. Ressi, Pallavici, Conte                         | 2:45  |
| 7.  | Acropolis Adieu                    | Catherine Desage, Christian Bruhn                  | 3:26  |
| 8.  | La Paloma adieu                    | Catherine Desage, Sebastian Yradier                | 3:50  |
| 9.  | Je t'aime avec ma peau             | Catherine Desage, Francis Lai                      | 3:40  |
| 10. | On ne vit pas sans se dire adieu   | H. Dijan, Zacar                                    | 4:20  |
| 11. | Et je t'aime                       | Eddy Marnay, P. de Senneville, O. Toussaint        | 2:39  |
| 12. | Il a neigé sur Mykonos             | Eddy Marnay, Alain Morisod                         | 3:09  |
| 13. | Je veux l'aimer                    | Eddy Marnay, Jean Claudric                         | 4:21  |
| 14. | Amour défendu                      | Christian Bruhn, R. Jung, Eddy Marnay              | 3:27  |
| 15. | Ma délivrance                      | Eddy Marnay, S. Tracey                             | 3:41  |
| 16. | Tous les enfants chantent avec moi | Eddy Marnay, Bobby Goldsboro                       | 3:19  |
| 17. | C'est à Mayerling                  | Jacques Plante, Francis Lai                        | 3:08  |
| 18. | Tu n'as pas quitté mon cœur        | Eddy Marnay, W. Thompson, M. James, J. Christopher | 3:49  |
| 19. | Reste avec moi                     | D. Warren, Eddy Marnay                             | 4:55  |
| 20. | Ne les dérangez pas                | Eddy Marnay, A. Calvert, Jean Claudric, F. Corman  | 3:30  |

## Édition double

### Chansons de la compilation
| No  | Titre                              | Auteur                                             | Durée |
| --- | ---------------------------------- | -------------------------------------------------- | ----- |
| 1.  | Mon credo                          | André Pascal, Paul Mauriat                         | 2:50  |
| 2.  | Un homme, une femme                | Pierre Barouh, Francis Lai                         | 2:55  |
| 3.  | J'ai gardé l'accent                | Gaston Bonheur, Jean Bernard                       | 3:33  |
| 4.  | On ne vit pas sans se dire adieu   | H. Dijan, Zacar                                    | 4:20  |
| 5.  | Une femme amoureuse                | Eddy Marnay, Barry Gibb, R. Gibb                   | 4:09  |
| 6.  | Je ne suis rien sans toi           | André Pascal, Les Reed                             | 3:00  |
| 7.  | Ce soir, ils vont s'aimer          | Pierre-André Dousset, Christian Gaubert            | 2:09  |
| 8.  | Mille colombes                     | Eddy Marnay, Christian Bruhn                       | 3:50  |
| 9.  | La Dernière Valse                  | Hubert Ithier, Les Reed                            | 3:09  |
| 10. | C'est ton nom                      | Françoise Dorin, Francis Lai                       | 2:23  |
| 11. | Les bicyclettes de Belsize         | Hubert Ithier, Barry Mason, Les Reed               | 3:38  |
| 12. | Santa Maria de la Mer              | Eddy Marnay, Christian Bruhn                       | 3:37  |
| 13. | Toi et moi                         | M. Ressi, Pallavici, Conte                         | 2:45  |
| 14. | Donne ton cœur, donne ta vie       | Patricia Carli                                     | 2:45  |
| 15. | Acropolis Adieu                    | Catherine Desage, Christian Bruhn                  | 3:29  |
| 16. | La Paloma adieu                    | Catherine Desage, Sebastian Yradier                | 3:50  |
| 17. | Je t'aime avec ma peau             | Catherine Desage, Francis Lai                      | 3:40  |
| 18. | Vous lui direz                     | Michel Jourdan, Noam Kaniel                        | 4:47  |
| 19. | New-York, New-York                 | Eddy Marnay, F. Ebb, John Kander                   | 3:02  |
| 20. | Nos souvenirs                      | Eddy Marnay, T. S. Eliot, T. Nunn, A. Lloyd Webber | 3:50  |
| 21. | Comme avant (avec Paul Anka        | Paul Anka, Eddy Marnay                             | 3:36  |
| 22. | Pardonne-moi ce caprice d'enfant   | Patricia Carli                                     | 3:23  |
| 23. | Et je t'aime                       | Eddy Marnay, P. de Senneville, O. Toussaint        | 2:50  |
| 24. | Paris en colère                    | Maurice Vidalin, Maurice Jarre                     | 2:37  |
| 25. | Il a niegé sur Mykonos             | Eddy Marnay, Alain Morisod                         | 3:09  |
| 26. | Je veux l'aimer                    | Eddy Marnay, Jean Claudric                         | 4:21  |
| 27. | Qu'elle est belle                  | Pierre Delanoë, Richard Ahlert, Eddie Snyder       | 2:17  |
| 28. | Amour défendu                      | Christian Bruhn, R. Jung, Eddy Marnay              | 3:27  |
| 29. | À la moitié de la distance         | Claude Lemesle, Maxime le Forestier                | 2:56  |
| 30. | Trois milliards de gens sur Terre  | Eddy Marnay, William Steffe                        | 3:27  |
| 31. | Ma délivrance                      | Eddy Marnay, S. Tracey                             | 3:41  |
| 32. | Tous les enfants chantent avec moi | Eddy Marnay, Bobby Goldsboro                       | 3:19  |
| 33. | C'est à Mayerling                  | Jacques Plante, Francis Lai                        | 3:08  |
| 34. | Tu n'as pas quitté mon cœur        | Eddy Marnay, W. Thompson, M. James, J. Christopher | 3:49  |
| 35. | La première étoile                 | André Pascal, Paul Mauriat                         | 3:39  |
| 36. | Les matins bleus                   | H. Dijan, Stevie Wonder                            | 3:30  |
| 37. | Viens dans ma rue                  | André Pascal, Paul Mauriat                         | 2:32  |
| 38. | Quand on revient                   | André Pascal, Paul Mauriat                         | 2:51  |
| 39. | Reste avec moi                     | D. Warren, Eddy Marnay                             | 4:55  |
| 40. | Ne les dérangez pas                | Eddy Marnay, A. Calvert, Jean Claudric, F. Corman  | 3:30  |